# Modèle de la demande coudée
Le modèle de la demande coudée est une théorie proposée par Paul Sweezy, Robert Hall et Charles Hich pour expliquer la rigidité des prix dans les marchés oligopolistiques.

## Théorie
Lorsqu’une entreprise augmente le prix, les autres ne vont pas suivre en espérant augmenter leur part de marché et le profit. La demande des produits de l’entreprise est alors très élastique dans ce cas.

Les coûts peuvent varier sans que l’équilibre change

Par contre, si l’entreprise baisse le prix les autres réagissent et baissent aussi leurs prix. La demande est inélastique dans ce cas.
Graphiquement, pour des prix au-dessus de P la demande a une faible pente et la quantité varie beaucoup pour des faibles variation du prix (demande élastique). En cas de baisse du prix la pente de la courbe de demande ({\displaystyle AR}) est très forte et la quantité varie très peu (demande inélastique). La demande a un coude et on parle alors de demande coudée.
La recette marginale est une courbe discontinue ({\displaystyle MR}).
Comme l’entreprise égalise la recette marginale au coût marginal, la courbe de coût marginal peut varier entre deux limites sans que le prix d’équilibre change. Il reste fixé à P. Le graphique illustre ce cas. Les trois courbes de coût marginal ({\displaystyle MC}) conduisent au même équilibre.

## Critiques
Les auteurs n’indiquent pas pourquoi les coûts doivent nécessairement passer par le point de discontinuité. D’autre part le prix stable de départ n’est pas expliqué. Toutefois, la demande coudée peut être modélisée en utilisant la théorie des jeux.